# 淡雪

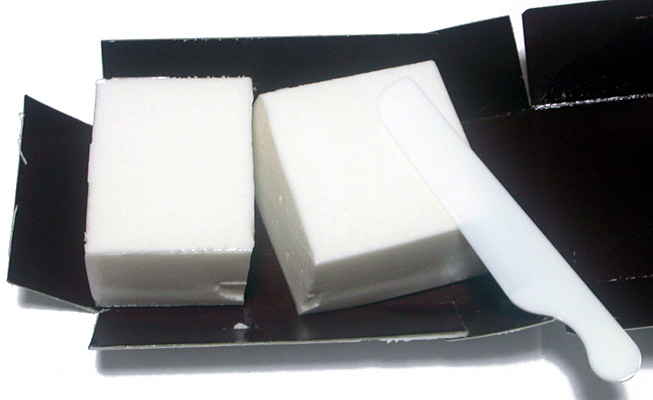
淡雪

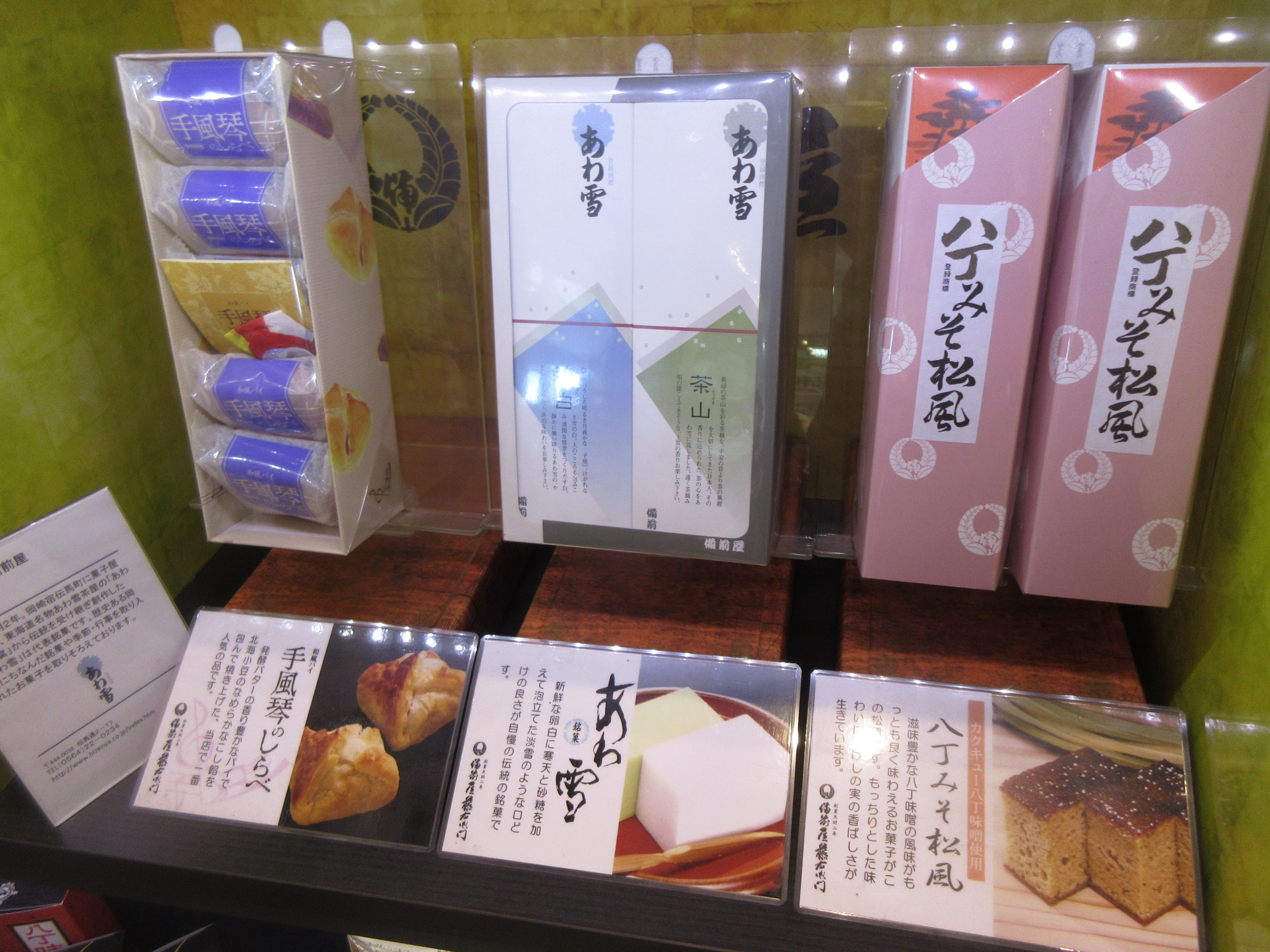
備前屋の淡雪（中央）

淡雪（あわゆき）、淡雪羹（あわゆきかん）は、和菓子の一種。水を加えた寒天を火にかけて溶かし、砂糖を加えてしばらく煮詰めたものに、泡立てた卵白（メレンゲ）をあわせて固めたもの。
羊羹の一種で、舌触りが溶けやすい春の雪に似ることからこの呼び名がある。広島県三次市では泡雪（あわゆき）、泡雪羹（あわゆきかん）と表記される。また「阿わ雪」と表記する店もある。

## 概要
メレンゲを合わせる際に、荒熱を取らないと分離するため、人肌（ひとはだ）程度まで冷ますとよい。寒天の代わりにゼラチンを使えばマシュマロとなる。
菓子の淡雪（あわ雪、阿わ雪）が名物である地域として、山口県下関市（松琴堂）、愛知県岡崎市（備前屋）、広島県三次市などがある。松琴堂の「阿わ雪」は、棹菓子の他、大きな一枚もの、切り分けたものがある。
松琴堂（山口県下関市）の阿わ雪は、幕末1866年（慶応2年）に創業した際の創製で、初代内閣総理大臣の伊藤博文が「春の淡雪を思わせる」として命名した。
備前屋の「あわ雪」は棹物菓子で、1869年（明治2年）に備前屋3代目により創製された。当時岡崎にあった「淡雪茶屋」の、絹ごし豆腐に八丁味噌をかけた料理「淡雪豆腐」から着想したとされる。